# 马拉塞马
马拉塞马是巴西里约热内卢州的一个市镇。总面积303.353平方公里，总人口26824人，人口密度88.4人/平方公里。